# Petroglify nad jeziorem Onega i Morzem Białym
Petroglify nad jeziorem Onega i Morzem Białym (ros. Петроглифы Онежского озера и Белого моря – trb. Pietroglify Onieżskogo oziera i Biełogo moria) – obiekt kulturowy z listy światowego dziedzictwa UNESCO obejmujący 33 stanowiska petroglifów znajdujących się we wschodniej Karelii (jedna z republik Federacji Rosyjskiej).
Obiekt został wpisany na listę 28 lipca 2021 roku podczas odbywającej się w Fuzhou 44. sesji Komitetu Światowego Dziedzictwa.

## Charakterystyka
Petroglify nad jeziorem Onega i Morzem Białym to jedno z największych skupisk rytów naskalnych w Europie. Po raz pierwszy zostały odkryte w 1848 roku na wschodnim brzegu jeziora Onega, na półwyspie Biesow Nos, przez estońskiego mineraloga i geologa, Constantina von Grewingka. 28 lipca 2021 roku podczas odbywającej się w Fuzhou 44. sesji Komitetu Światowego Dziedzictwa rysunki te zostały wpisane na listę światowego dziedzictwa UNESCO.
Obiekt obejmuje co najmniej 4500 petroglifów wykutych w skałach w okresie późnego neolitu, ok. 6–7 tysięcy lat temu. Znajdują się one w Republice Karelii w północno-zachodniej części Rosji, na 33 stanowiskach w dwóch oddalonych od siebie o ok. 300 km lokalizacjach:
- 22 stanowiska nad jeziorem Onega, w rejonie pudożskim – obejmujące obszar 6 944,14 ha (strefa buforowa 15 100 ha), na którym wzdłuż 18,5-kilometrowego odcinka wschodniego brzegu jeziora znajduje się ponad 1200 rysunków naskalnych[5], które przedstawiają głównie zwierzęta, w tym ptaki, renifery, białuchy i łosie[6], wizerunki pół ludzi, pół zwierząt oraz figury geometryczne mogące być symbolami solarnymi i lunarnymi[1][7].
- 11 stanowisk nad Morzem Białym, w rejonie biełomorskim – na obszarze o powierzchni 105,4 ha (strefa buforowa 457 ha) znajdującym się 6–8 km od Biełomorska, w delcie rzeki Wyg, wyrytych jest 3411 rysunków przedstawiających głównie sceny myśliwskie i rybołówcze oraz związane z nimi narzędzia, odciski stóp ludzi i zwierząt[5][1][7], a także wizerunki ludzi na nartach[6].

Rysunki wykonywano przy pomocy kwarcowych młotków, co było żmudną i trudną pracą (wyrycie zaledwie 10 cm linii zajmowało ok. pół godziny). Petroglify nad jeziorem Onega i Morzem Białym stanowią dokumentację kultury neolitycznej w Fennoskandii, a ich występowanie jest ściśle związane z osadami ludzkimi i cmentarzyskami z tego okresu. Wyryte w skałach rysunki wykazują wysokie walory artystyczne i są świadectwem twórczości ludzi epoki kamienia.
W Biełomorsku znajduje się muzeum petroglifów (ros. Беломорский районный краеведческий музей «Беломорские петроглифы» – trb. Biełomorskij rajonnyj krajewiedczeskij muziej «Biełomorskije pietroglify»).

## Galeria

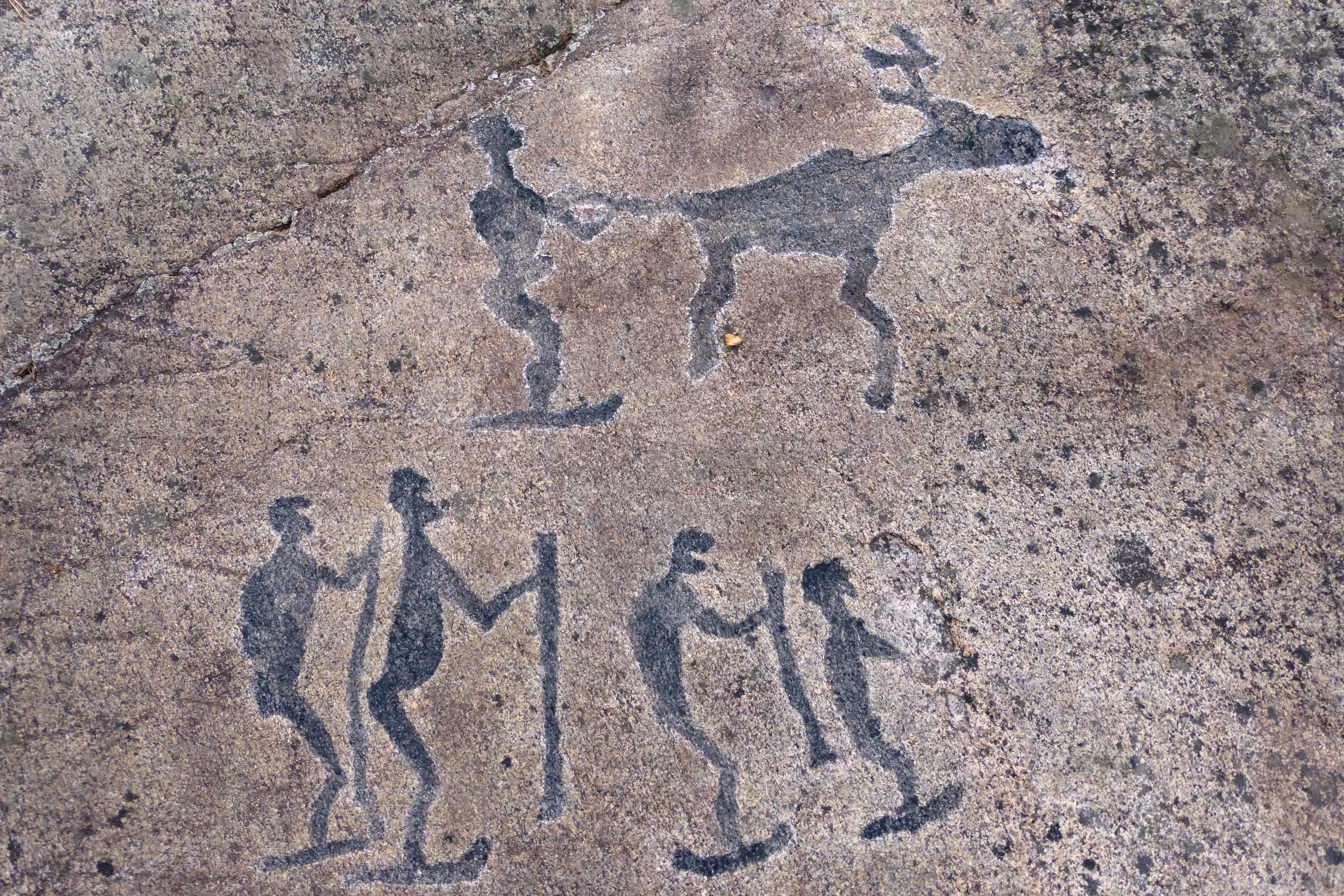
Petroglify nad Morzem Białym – wizerunek renifera oraz pięciu ludzi na nartach (2016)
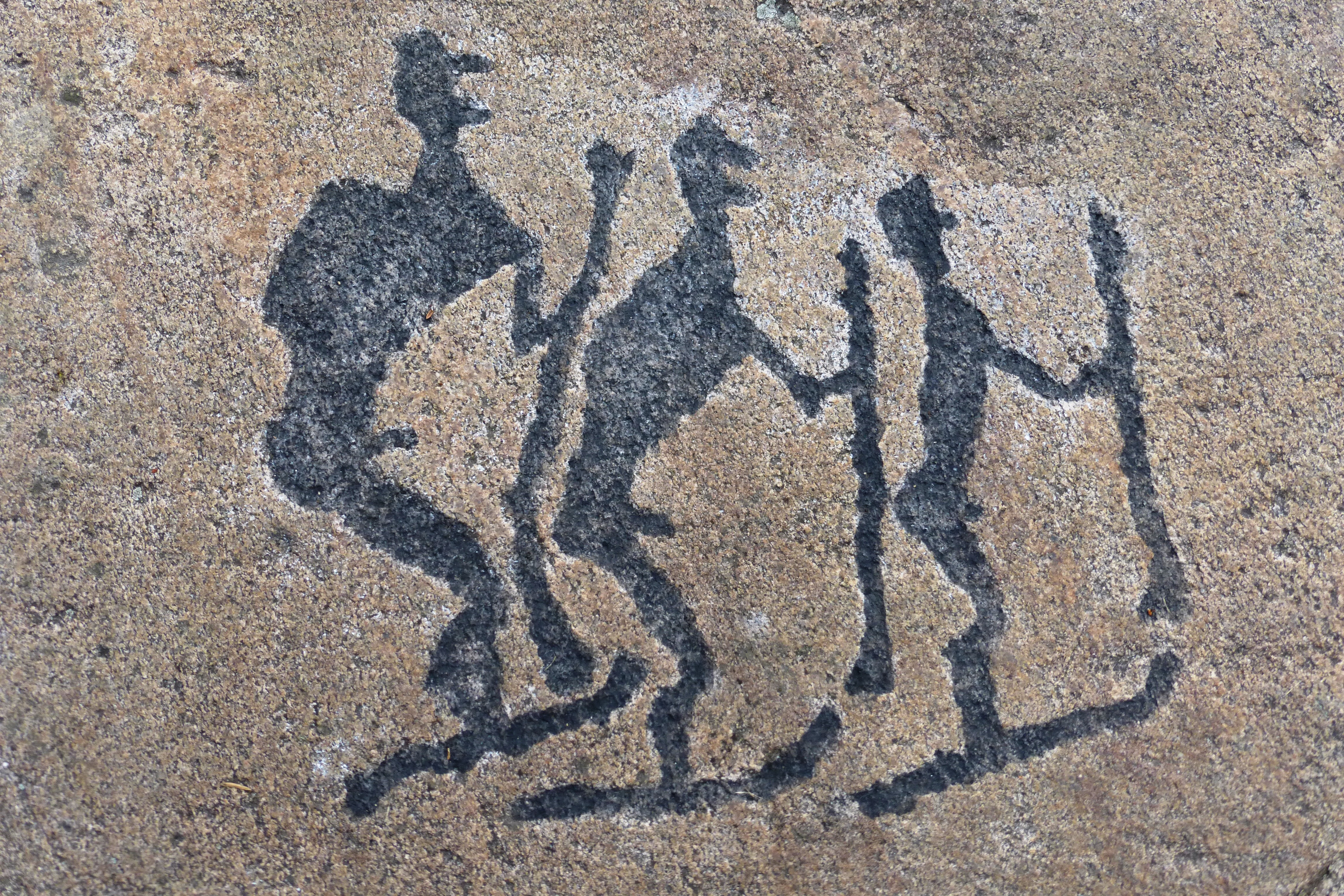
Petroglify nad Morzem Białym – wizerunek trzech narciarzy (2016)
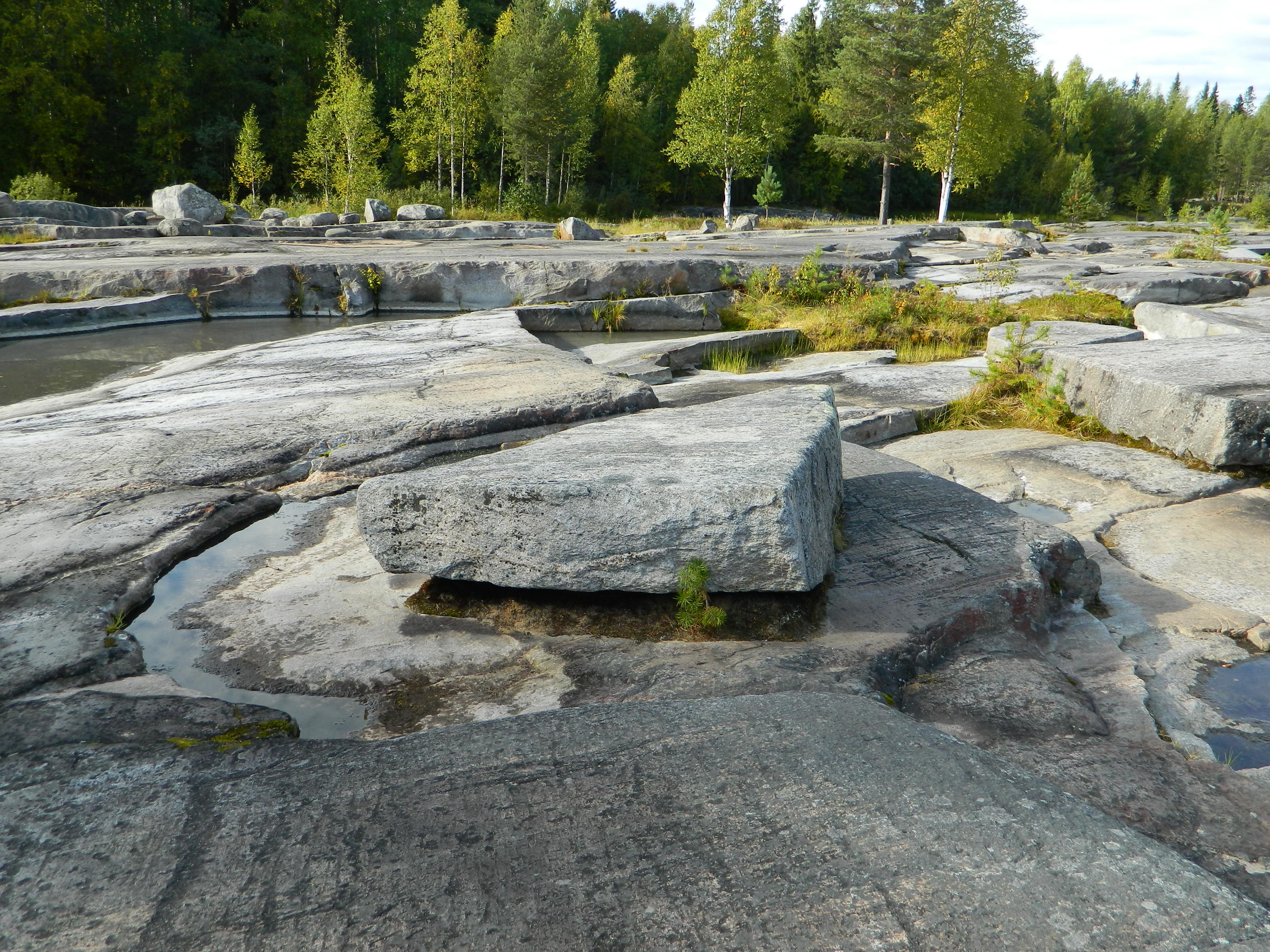
Petroglify nad Morzem Białym (2013)
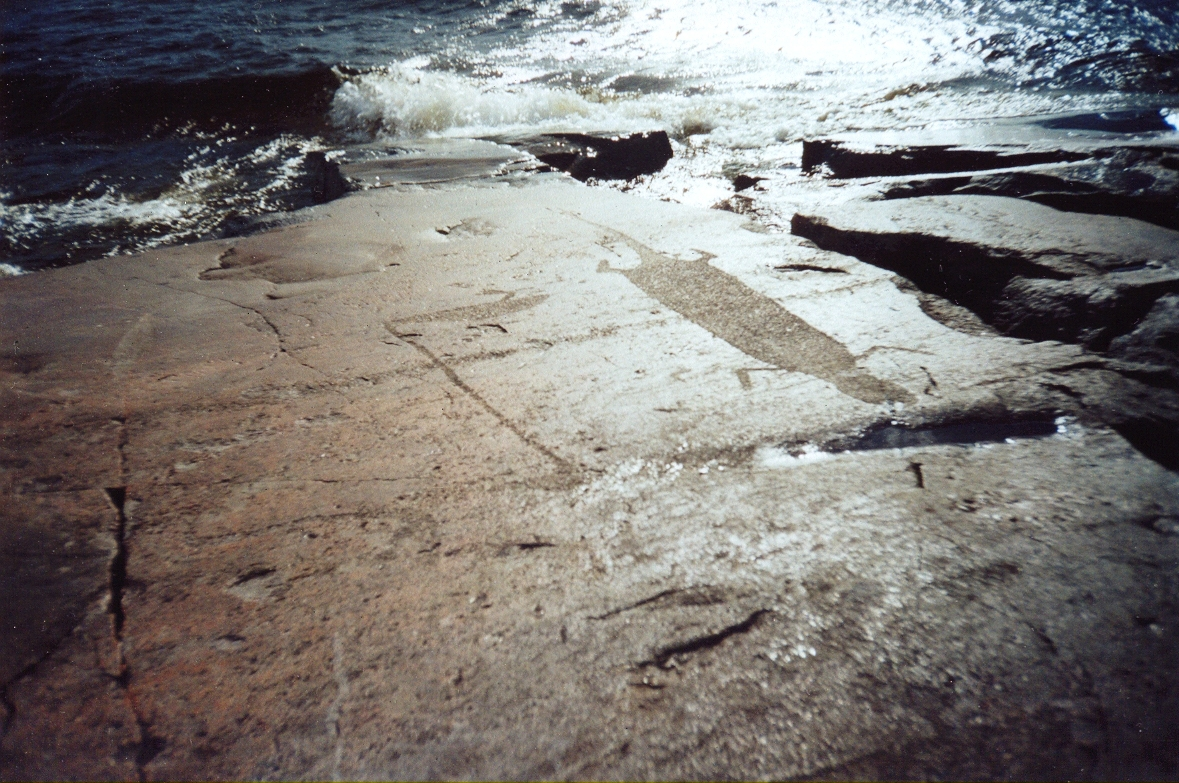
Petroglify nad jeziorem Onega (2005)
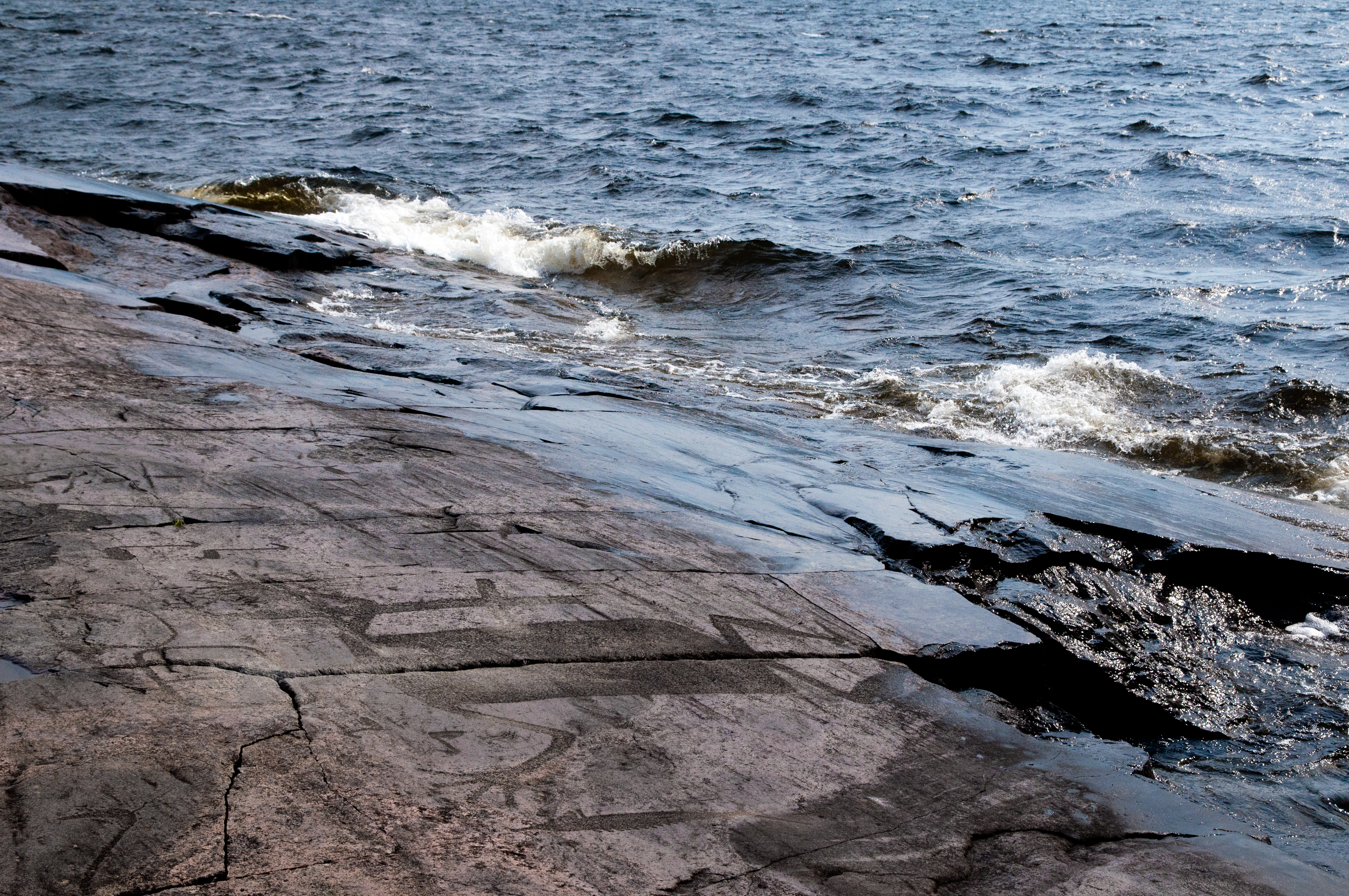
Petroglify nad jeziorem Onega (2013)
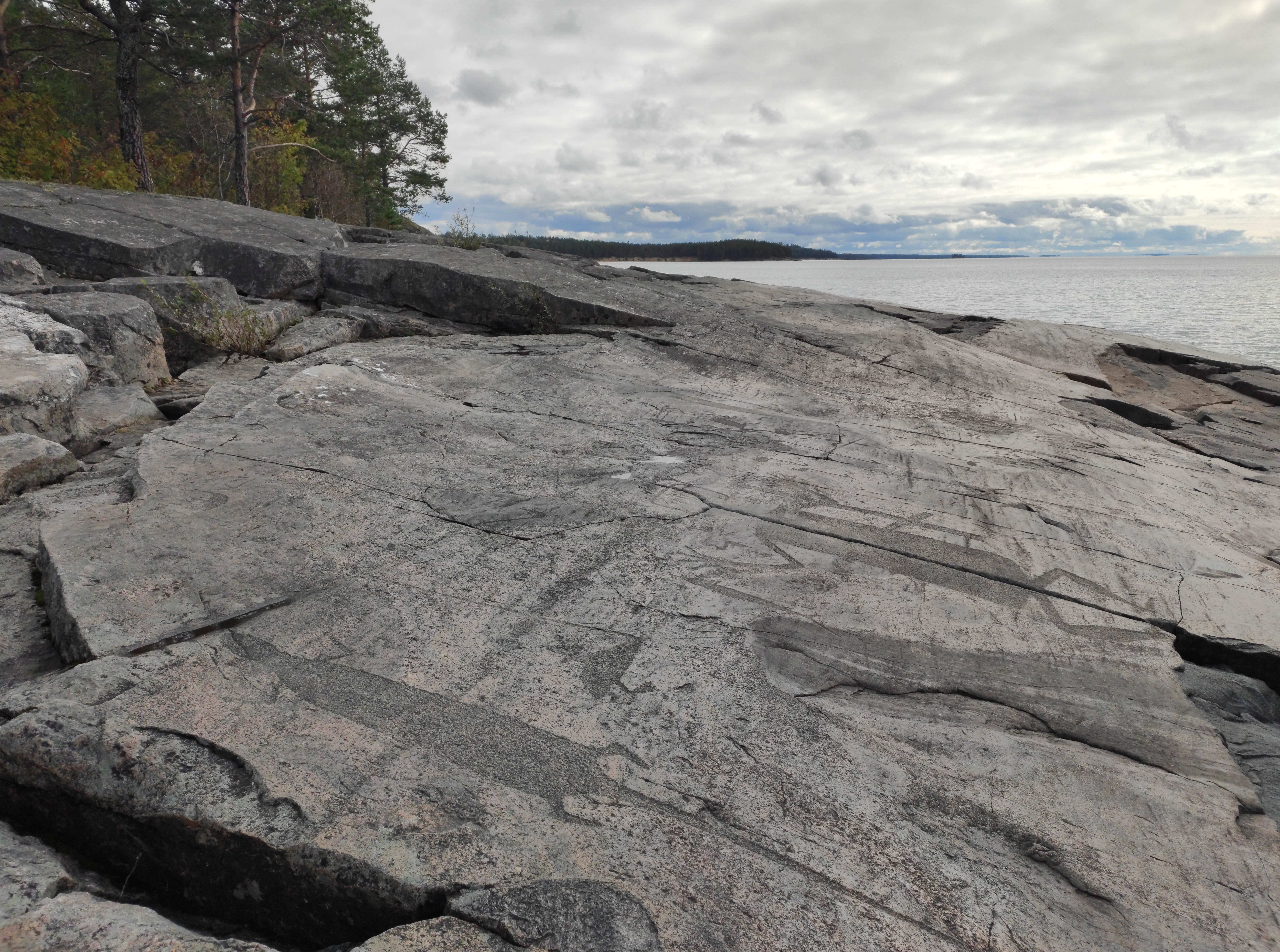
Petroglify nad jeziorem Onega (2021)